# Drapetomanía

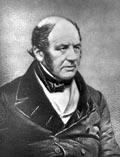
Médico estadounidense Samuel A. Cartwright (1793-1863).

La drapetomanía era la supuesta enfermedad mental que padecían los esclavos negros del siglo XIX, que según el médico Samuel A. Cartwright consistía en unas "ansias de libertad" o expresión de sentimientos en contra de la esclavitud.: 41  Desde entonces ha sido desmentida como pseudociencia: 2  y parte de la estructura del racismo científico.

## Etimología
El término deriva del griego antiguo δραπετης (drapetes, "[esclavo] fugitivo") y μανια (mania, "locura, frenesí").

## Descripción

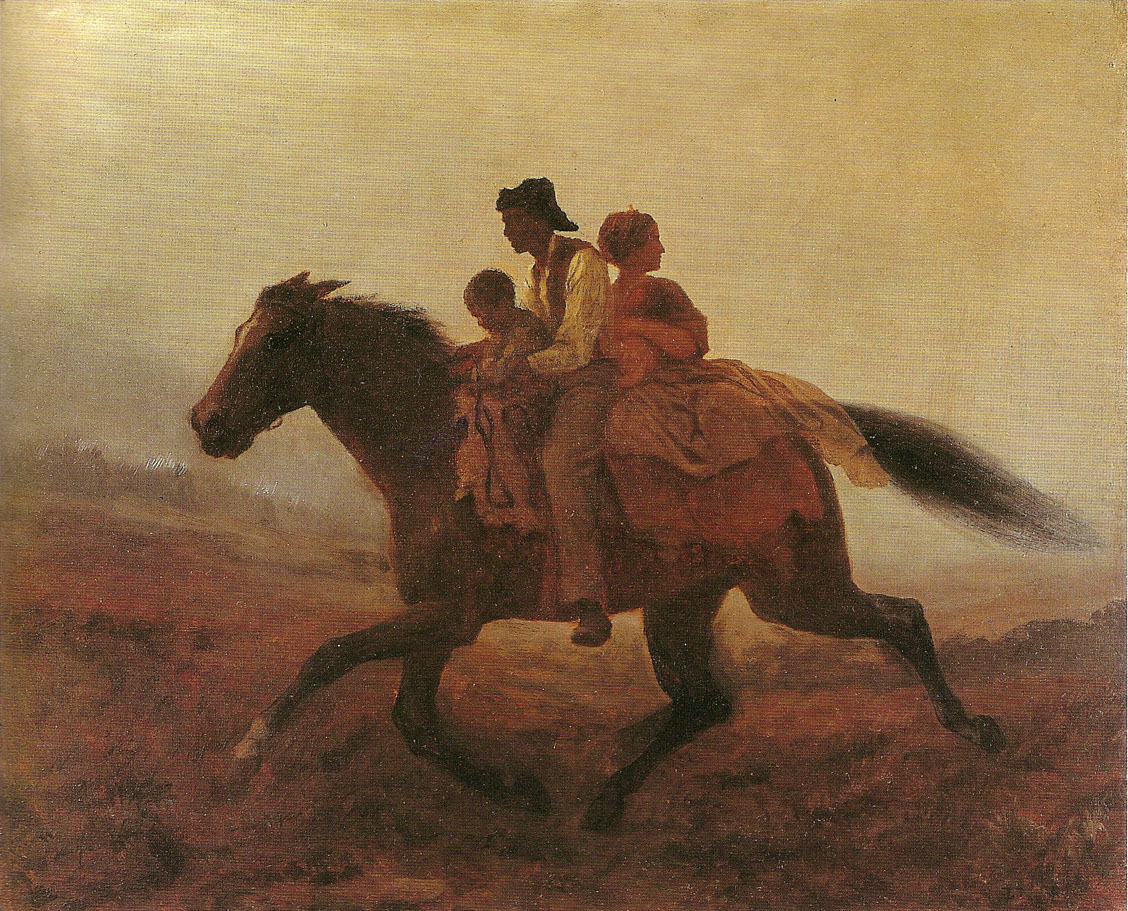
A Ride for Liberty: The Fugitive Slaves, pintura al óleo de la década de 1860 pintada por Eastman Johnson.

El diagnóstico apareció en un artículo publicado en el New Orleans Medical and Surgical Journal titulado "Enfermedades y peculiaridades de la raza negra". En éste, el Dr. Cartwright argumentaba que la Biblia dice que un esclavo debe ser sumiso ante su dueño, y al ser así, el esclavo ya no tendrá deseos de fugarse.

Si el hombre blanco trata de oponerse a la voluntad de Dios, intentando hacer del negro algo más que un ser sumiso con la rodilla hincada (lo que el Todopoderoso declaró que debía ser) intentando elevarlo al mismo nivel que él; o si abusa del poder que Dios le ha dado sobre otro hombre siendo cruel o castigándolo presa de la ira, o descuidando su protección frente a los abusos arbitrarios de los demás sirvientes y todos los demás, o negándole las necesidades y comodidades comunes de la vida, el negro se escapará; pero si [el propietario] mantiene [a su esclavo] en la posición que hemos aprendido por las Escrituras que debe ocupar, esto es, en posición de sumisión; y si su dueño o capataz es bondadoso y misericordioso al escucharle, aunque sin condescendencia, y al mismo tiempo le suministra sus necesidades físicas y lo protege de los abusos, el negro queda cautivado y no puede escapar.
Enfermedades y peculiaridades de la raza negra

Cartwright describió la enfermedad en un estudio presentado ante la Medical Association of Louisiana,: 291  que fue ampliamente reimpreso. 

Es desconocida para nuestras autoridades médicas, aunque nuestros hacendados y capataces conocen bien su síntoma diagnóstico, el absentismo del trabajo [...] Para observar esta enfermedad, que hasta hoy en día no ha sido clasificada en la larga lista de males a los que está sometido el hombre, se hace necesario un nuevo término que la describa. En la mayoría de los casos, la causa que induce al negro a evadirse del servicio es tanto una enfermedad de la mente como otras especies de alienación mental, y mucho más curable por regla general. Con las ventajas de un consejo médico adecuado, si se sigue estrictamente, este comportamiento problemático de escaparse que presentan muchos negros puede prevenirse por completo, aunque los esclavos se hallen en las fronteras de un estado libre, a un tiro de piedra de los abolicionistas...
Enfermedades y peculiaridades de la raza negra

Él afirmó que la enfermedad se debía a dueños que "se volvían demasiado familiares con ellos [los esclavos], tratándolos como iguales".

Si son tratados con amabilidad, bien alimentados y vestidos, con suficiente leña para mantener ardiendo toda la noche un pequeño fuego--separados por familias, cada familia teniendo su propia casa--no permitiéndoles correr de noche para visitar a sus vecinos, recibir visitas o beber licores embriagantes, sin hacerlos trabajar en exceso ni exponerlos demasiado a la intemperie, ellos son fácilmente controlados--más que otros pueblos en el mundo. Si cualquiera o varios de ellos, en cualquier momento, están inclinados a levantar sus cabezas al mismo nivel que su dueño, o capataz, la humanidad y su propio bien precisan que sean castigados hasta que caigan en el estado de sumisión que les fue destinado ocupar. Ellos solamente deben ser mantenidos en ese estado, y tratados como niños para prevenir y curarlos de la fuga.

## Prevención y remedio
Además de identificar la drapetomanía, Cartwright prescribió un remedio. Su parecer era que con "adecuado consejo médico, seguido estrictamente, este problemático hábito de fugarse que tienen muchos negros puede prevenirse casi por completo".
En el caso de esclavos "reticientes e insatisfechos sin razón" - señal de advertencia de una fuga inminente - Cartwright prescribía "sacarles el demonio a latigazos" como "medida preventiva".: 35  Como remedio para esta "enfermedad", los doctores también prescribían la amputación de los dedos grandes de los pies para imposibilitar la carrera.: 42 
Cartwright, asimismo, describió otro tipo de "enfermedad", la Dysaesthesia aethiopica.

## Críticas contemporáneas
Mientras el artículo de Cartwright era reimpreso en el sur, en el norte de Estados Unidos fue ampliamente ridiculizado. En 1855, se publicó un análisis satírico del artículo en el editorial del Buffalo Medical Journal. El renombrado arquitecto paisajista Frederick Law Olmsted, en A Journey in the Seaboard Slave States (1856), observó que los trabajadores no abonados blancos también se fugaban con frecuencia, así que hipotetizó de forma satírica que la supuesta enfermedad es en realidad de origen europeo y fue introducida en África por mercaderes.